# معين مدى ليزري

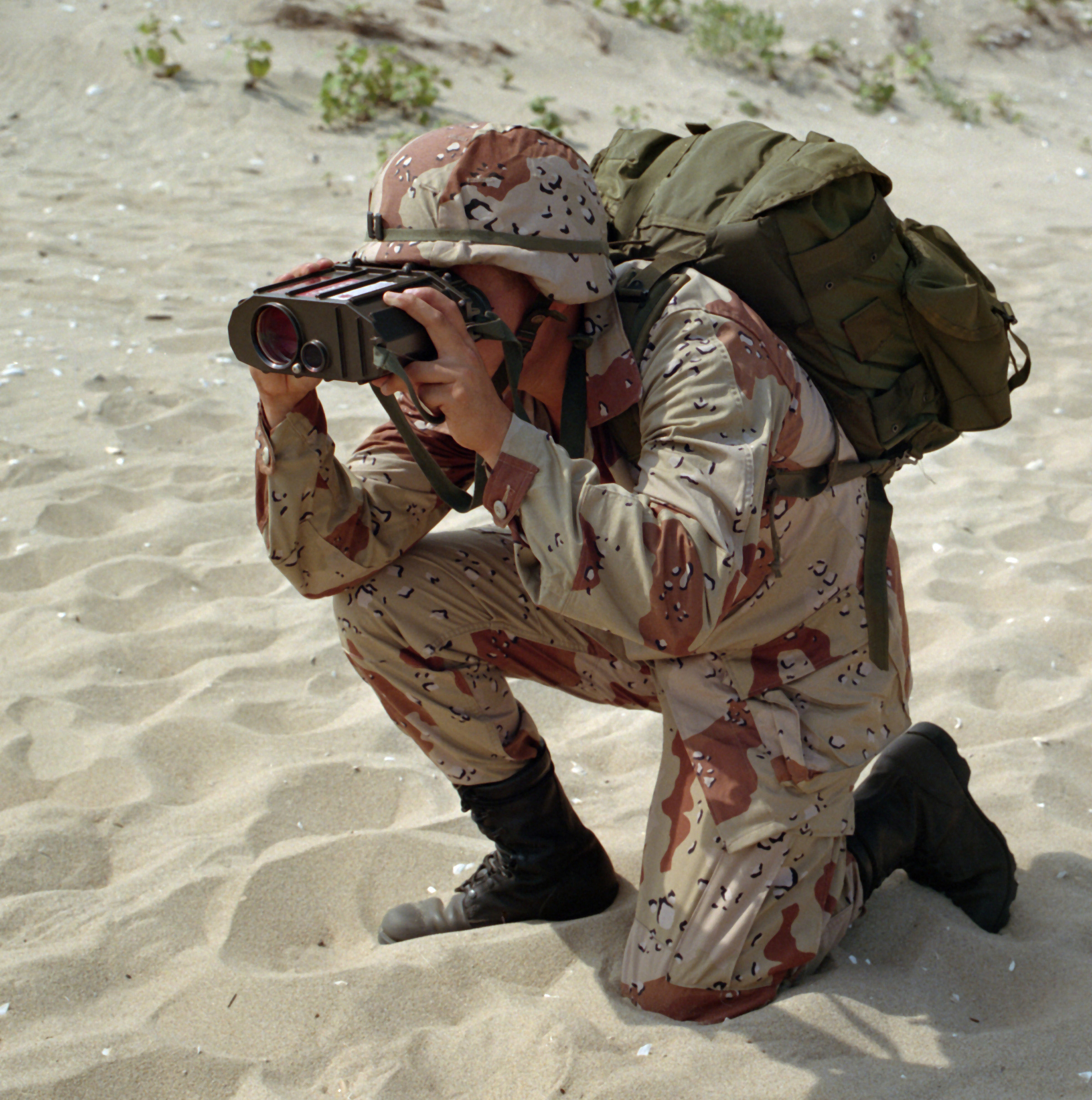
جندي أمريكي مع جهاز تقدير المسافة الليزي

معين مدى ليزري هو جهاز يستخدم أشعة الليزر لتقدير المسافة لهدف ما، ووتقوم فكرة جهاز تقدير المسافة بالليزر على إطلاق نبضة ليزر لكي تصل إلى هدف ما فتنعكس منه هذه النبضة إلى جهاز الاستقبال، وتقوم دوائر خاصة بحساب الزمن من لحظة الإطلاق حتى عودة النبضة، ويستفاد من الجهاز في تطبيقات عسكرية ومدنية لقياس المسافات. وكذلك يستفاد منه في معرفة سرعة الأجسام بالأستفادة من تأثير دوبلر.

## حساب المسافة
يتم حساب المسافة بين النقطة A والنقطة B اعتماداً على المعادلة التالية:
{\displaystyle D={\frac {ct}{2}}}
حيث أن c هي سرعة الضوء وt هو الزمن الذي استغرقه الضوء للانتقال بين النقطة A والنقطة B ذهابا وإيابا (من A إلى B ثم من B إلى A).
{\displaystyle t={\frac {\varphi }{\omega }}}
حيث φ هو التأخير في طور الإشارة الناجم عن انتقال الضوء وω هو التردد الزاوي للموجة الضوئية.
باستبدال هذه القيم في المعادلة السابقة، سنحصل على الشكل التالي:
{\displaystyle D={\frac {1}{2}}ct={\frac {1}{2}}{\frac {c\varphi }{\omega }}={\frac {c}{4\pi f}}(N\pi +\Delta \varphi )={\frac {\lambda }{4}}(N+\Delta N)}
في هذه المعادلة:
λ هو طول الموجة, c/f ; Δφ هو جزء من التأخير الحاصل في طور الموجة والذي لا يلغي قيمة π (أي،φ mod π)؛ N هو عدد صحيح لأنصاف دور موجة الضوء ذهابا وإيابا , ΔN هو الجزء الكسري المتبقي.